# Dragutin Čelik
Dragutin Čelik (* 20. Januar 1894 in Slimena, Kondominium Bosnien und Herzegowina; † 11. August 1958 in Zagreb, Sozialistische Föderative Republik Jugoslawien) war ein bosnischer römisch-katholischer Priester.

## Leben
Dragutin Čelik wurde 1894 in Slimena als Sohn von Ivan und Katarina Čelik geboren.
Er besuchte das Jesuitengymnasium im nahegelegenen Travnik. Er studierte Theologie in Sarajevo. Am 17. Juni 1916 in Sarajevo zum Priester geweiht und studierte ab 1923 Kirchenrecht an der Päpstlichen Universität Gregoriana in Rom. Dort erwarb er 1926 auch den Doktorgrad.
In der Zwischenkriegszeit war er als Religionslehrer tätig. Er fungierte auch als Richter an der Erzbischöflichen Kurie und beteiligte sich aktiv am kulturellen und gesellschaftlichen Leben der einheimischen Kroaten. Außerdem leitete er die Katholische Aktion in der Metropolie Sarajewo. Während des Zweiten Weltkriegs ab 1940, als der Unabhängige Staat Kroatien gegründet wurde, der ein Satellitenstaat des Dritten Reiches war, arbeitete er als Pfarrer der Domgemeinde in Sarajevo. Er engagierte sich aktiv für wohltätige Zwecke und genoss daher den Respekt der örtlichen Gemeinschaft. Als jedoch 1945 die Kommunisten aufgrund der Kollaboration einiger Geistlicher mit den Faschisten in Jugoslawien an die Macht kamen, wurde auch er vom Gericht für schuldig befunden und zu drei Jahren Gefängnis verurteilt. Nach seiner Entlassung aus dem Gefängnis kehrte er in sein Amt als Pfarrer der Domgemeinde zurück, das er bis 1951 innehatte.
Am 15. Dezember 1951 ernannte ihn Papst Pius XII. zum Apostolischen Administrator von Banja Luka und Titularbischof von Dionysias. Seine Bischofsweihe erfolgte am nächsten Tag  in Belgrad durch Josip Antun Ujcić, den Erzbischof von Belgrad. Mitkonsekrator war Marko Alaupović, Weihbischof in Vrhbosna. Bei der Weihe assistierte Silvio Oddi. Aufgrund seines Gefängnisaufenthaltes war Čeliks Gesundheit geschädigt und er war häufig im Krankenhaus in Zagreb.